# ジュ (歌手)
ジュ（英: JOO、朝: 주、1990年10月11日 - ）は、韓国の女性歌手。2015年1月にJYPエンターテインメントとの専属契約が満了し、2015年4月からWoollimエンターテインメントに移籍。東国大学校に在学中。本名はチョン・ミンジュ（朝: 정민주、漢: 鄭慜珠、英: Jung Min-Joo）。

## 来歴
2006年3月、英才歌手発掘プロジェクト番組であるSBS『スーパースターサバイバル』本選に進出するが、6次関門で脱落した。しかし、その後彼女の可能性を知ったプロデューサー、パク・ジニョン (J.Y. Park) によって抜擢され、約2年間のトレーニングを経て2008年1月11日にKBS『ミュージックバンク』でシングル収録曲「男のせいで」でデビューした。

## 人物
- カトリック教徒。
- 理想のタイプに俳優のチョ・インソンと同じく俳優のカン・ドンウォンをあげている。
- 趣味はウォーキングとヨガ。
- 好きな俳優はコ・ヒョンジョン、チェ・ミンシク、ウォンビン。
- 特技は歌。
- あだ名は「チュ」(쮸)。
- 弟はBTOBのイルフン (Il Hoon)
- 好きな歌手はビヨンセ、スティービー・ワンダー、インディア・アリー。
- 2008年、彼女の友人のホームページから「過去の私生活」などとしてタバコと酒に口を付けた写真が流出し波紋を呼んだ。これに関し所属事務所は「幼い時の好奇心」とし「ジュは過去の幼い行動を悔やんでいる」と伝えた。さらに「今はきちんと真面目に生活している。大目に見てほしい。今後、熱心に活動する姿でファンに会う」と約束した。

## 音楽活動

### 正規アルバム
- 2011年 アルバム 《HEART MADE》
  1. 〈悪い男〉(나쁜 남자)
  2. 〈水一杯も飲めない〉(물 한잔도 마실 수 없어)
  3. 〈映画も見ないで〉(영화도 안보니) Feat.チャンソン(찬성)(2PM)
  4. 〈偶然会ってから〉(마주치고 나서)
  5. 〈夢みたい〉(꿈만 같아)
  6. 〈悪い男〉(Inst)

### 非正規アルバム
- 2008年 シングル 《幼い女》(어린 여자)
  1. 〈男のせいで〉(남자 때문에)
    - パク・チニョン 作詞作曲

  2. 〈昨日のように〉(어제처럼)
    - シム・サンウォン 作詞/ユン・サラ 作曲/クォン・テウン 編曲

  3. 〈顔〉(얼굴)
    - キム・イナ 作詞/パク・クンチョル 作曲

  4. 〈初縁〉(초연)
    - クォン・テウン 作詞作曲

  5. 〈男のせいで〉 (Inst.)
  6. 〈昨日のように〉 (Inst.)

### デジタルシングル
- 2011年 アイスクリーム (아이스크림) with イトゥク(이특)(SUPER JUNIOR)

### 参加アルバム
- 2007年 漢城別曲 OST 《漢城別曲-正 OST》 〈初縁〉
- 2008年 わたしたちの幸福な時間 - タウ 《The First Songs for You to Remember Our Happy Days》

## 受賞歴
- 2008年 1月 サイワールド デジタルアワード - Rookie Of The Month

## テレビ番組
- KBS 2TV 《スターゴールデンベル》- 出演
- KMTV 《ホチャムのゴールデンヒットソング》- 進行